# Anathallis reedii
Anathallis reedii es una especie de orquídea epífita originaria de Brasil donde se encuentra en la mata atlántica.

## Taxonomía
Anathallis reedii fue descrito por (Luer) F.Barros y publicado en Bradea, Boletim do Herbarium Bradeanum 11(1): 30. 2006.
Sinonimia
- Panmorphia reedii (Luer) Luer
- Pleurothallis reedii Luer
- Specklinia reedii (Luer) Luer[2][4][5]